# Herren von Starkenberg

Stammwappen derer von Starkenberg

Die Herren von Starkenberg waren eine adelige Familie, die ursprünglich mit den Staufern nach Tirol gekommen war. Sie wurden einflussreiche Grundbesitzer im Tiroler Oberland sowie im Etschtal im Bozner und Meraner Raum. Sie erloschen 1452 im Mannesstamm.

## Geschichte

### Ursprung und Aufstieg
Eine Ita von Starkenberg heiratete Werner II. von Habsburg († 1167) und gehört so zu den Stammmüttern der Habsburger. Die Starkenberger erscheinen dann 1217 in einer Urkunde, in der König Friedrich II. die Kinder seines getreuen Gebhard de Starchinberg der Kirche von Brixen übertrug. Aus der Ministerialität der Staufer sind die Starkenbergs dann in die der Grafen Eppan-Ulten und des Hochstiftes Brixen übergewechselt. 1252 ist Konrad von Starkenberg als tirolischer Ministeriale erwähnt, zugleich aber auch als Dienstmann des Konradin. Seit Meinhard II., Herzog von Kärnten und Graf von Tirol (Mitte 13. Jahrhundert), sind die Starkenberger endgültig Tiroler Ministerialen. 

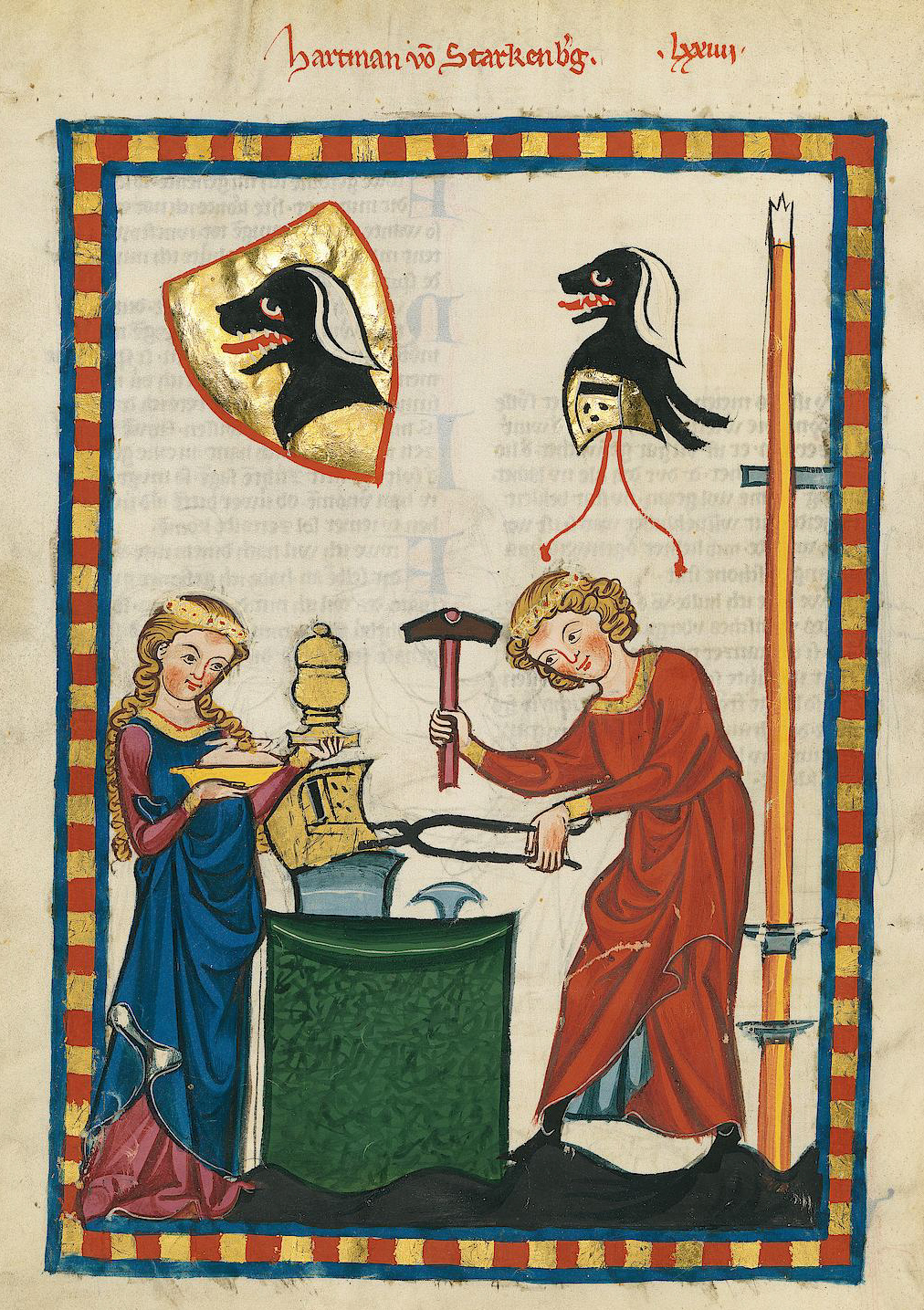
Hartmann von Starkenberg im Codex Manesse

Sie werden durch ihre Heiratspolitik und durch geschickte Erwerbungen zu einem der mächtigsten Adelsgeschlechter Tirols. Sie waren verwandt mit denen Adelsfamilien von Aufenstein, Freundsberg, Greifenstein, Matsch, Mils, Montfort, Rottenburg, Schenna, Tarant, Tierstein und haben diese zum Teil beerbt. Unter Meinhard II. usurpierten sie Höfe und Güter in Tirol. Auch die Zugehörigkeit des um 1265 lebenden Minnesängers Hartmann von Starkenberg wird für möglich gehalten. Allerdings wird sein Wappen mit einem Hundekopf abgebildet, während die Tiroler Starkenberger ein von Rot und Gold dreimal gespaltetes Wappenbild verwendeten.
Die Machtposition der Starkenberger kommt durch die Ernennung Heinrichs von Starkenberg zum capitaneus ad Ernberch 1293 zum Ausdruck. Ehrenberg war die wichtigste Tirolerische Grenzburg, die mit dem höchsten Sold für eine Burghut bezahlt wurde. Heinrich war an der Gründung von Stift Stams beteiligt, wo die Starkenberger in der Folge auch ihr Erbbegräbnis hatten. 
Im 12. Jahrhundert errichteten sie die Burg Starkenberg bei Tarrenz. Schon in den 1330ern sind sie auf Burg (Neu-)Starkenberg unterhalb zu Hause, die sie zwischen 1310 und 1329 errichtet hatten, und die Burg Alt-Starkenberg verfiel bald.
Von 1341 datiert eine prächtig ausgestaltete Ablassurkunde von Papst Benedikt XII., die den Stifter Georg von Starkenberg (⚭ Elisabeth von Rottenburg, † 1360) zeigt; Georg ist bereits 1339 in Bozen als Schiedsrichter bezeugt. Hans von Starkenberg (⚭ Erbtochter Adelheid von Schenna, † 1385) siegelte 1363 die Urkunde, durch die Tirol durch Margarete Maultasch an Rudolf dem Stifter übertragen wird. 1380 erhalten die Starkenberger die landesfürstliche Erlaubnis, die Kronburg neu zu errichten. Die besondere Machtstellung der Starkenberger zeigt sich auch darin, dass sie Burgen an Pfleger vergeben konnten, ein Privileg, das eigentlich nur dem Landesherren zustand. So übergab Osanna, die Witwe des Sigmund von Starkenberg, 1405 die Burg Alt-Starkenberg pflegeweise an den bayerischen Edelmann Jörg den Torer von Hornstein. Sigmund von Starkenberg war Burggraf auf Schloss Tirol und erbte, nachdem Friedrich von Greifenstein 1386 bei Sempach gefallen war, die Herrschaft Greifenstein.Sigmunds Sohn Ulrich beteiligte sich mit anderen Adeligen 1407 am Falkenbund, der eine Absicherung der Adelsherrschaft gegen den Landesfürsten bezweckte. 
1275 werden erste Starkenberger Urbare angelegt, unter Hans von Starkenberg sind darin 3135 Höfe aufgeführt. 
Die dramatischen Ereignisse sind im Starkenbergischen Rotulus dokumentiert.

### Zusammenbruch der Familie der Starkenberger
Unter den Söhnen Sigmunds, Ulrich und Wilhelm, kam es zum Zusammenbruch der Familie der Starkenberger, auch wenn sie unter Ulrich ihre größte Ausdehnung mit ihren eigenen Burgen und zwei Gerichten als Pfandschaften erreichten. 
Nachdem im Vertrag von Kropfsberg die Konflikte zwischen den Herzögen Friedrich IV. mit der leeren Tasche und Ernst dem Eisernen beigelegt waren, forderte Friedrich die Herausgabe aller den Starkenbergern verpfändeten Herrschaften. Dies führte letztlich zu der Starkenberger Fehde, einer Machtprobe zwischen Adel und Landesherrn. Im Zuge dieser Kämpfe wurden die Stammburgen der Starkenberger zerstört und andere, wie die von Ursula Truchsessin von Waldburg (sie war eine Tochter von Johannes II. von Waldburg und seit ca. 1413 mit Ulrich von Starkenberg verheiratet) verteidigte Burg Schenna, eingenommen. Um 1426 musste auch die Burg Greifenstein als letzte dieser Besitzungen und Pfandschaften übergeben werden. 1423 hatten sich Oswald von Wolkenstein und sein Bruder Michael an deren Verteidigung beteiligt; der Dichter verfasste ein Lied darüber. Wilhelm konnte aus Tirol flüchten. Ulrichs Schicksal nach 1424 ist ungeklärt. Dass er im Kampf um die Burg Greifenstein gefallen ist, wie im 19. Jahrhundert angenommen wurde, ist nicht bewiesen. 1430 wurde er vom königlichen Hofgericht zu Rottweil für tot erklärt.
Die Starkenberger versuchten noch 1425 ihre Rechte zu verteidigen. In diesem Zusammenhang dürfte die an König Sigismund gerichtete Streitschrift (die Papierrolle hatte eine Länge von neun Metern und wird heute als der „Starkenbergische Rotulus“ bezeichnet), entstanden sein. Aber auch das half nichts. Gnadenhalber erlaubte Erzherzog Sigismund dem entmachteten Wilhelm die Rückkehr auf Schenna, wo er als letztes männliches Mitglied seiner Familie 1452 verstarb.
Der Titel ging wohl schon 1555 auf die Coreth zu Coredo und Starkenberg über, deren Wappen das Stammwappen der Starkenberger als Herzschild tragen.

## Wappen
Blasonierung: Das Stammwappen derer von Starkenberg zeigt den Schild in rot-silbern dreimal gespalten.

## Bekannte Namensträger
- Ita von Starkenberg (* vor 1167; † ?): ⚭ Werner II. von Habsburg († 1167), eine Stammmutter der Habsburger
- Gebhard de Starchinberg (* vor 1217; † ?): Getreuer des Friedrich II., König von Sizilien, Römisch-deutscher König und Kaiser
- Konrad von Starkenberg (* vor 1252; † ?): tirolischer Ministeriale, zugleich Dienstmann des Konradin, König von Sizilien, König von Jerusalem, Herzog von Schwaben
- Heinrichs von Starkenberg (vor 1293; † ?): trug den Titel capitaneus ad Ernberch (ab 1293)
- Georg von Starkenberg (vor 1341; † ?): ⚭ Elisabeth von Rottenburg, † 1360; 1339 in Bozen als Schiedsrichter bezeugt; Stifter 1341
- Hans von Starkenberg (vor 1363; † ?): ⚭ Erbtochter Adelheid von Schenna, † 1385; siegelte 1363 eine Urkunde, durch die Tirol durch Margarete Maultasch an den Stifter Rudolf IV Herzog von Österreich übertragen wurde
- Sigmund von Starkenberg (vor 1386; † ?): ⚭ Osanna; Burggraf auf Schloss Tirol; erbte nach Tod des Friedrich von Greifenstein 1386 die Herrschaft Greifenstein; zeugte Ulrich und Wilhelm von Starkenberg
  - Ulrich von Starkenberg (nach 1386; † verm. zw. 1424 bis 1430): ⚭ (ca. 1413) Ursula, Tochter des Truchsess Johannes II. von Waldburg; 1407 beteiligt am sog. Falkenbund
  - Wilhelm von Starkenberg (nach 1386; † 1452): flüchtete aus Tirol während des Kampfes gegen Herzog Friedrich IV ("mit den leeren Taschen"), letztes männliches Mitglied der Starkenberger Familie, verstarb auf Schenna

## Besitz
Burgen
- Alt-Starkenberg (heute: Burgruine)
- Burg (Neu-)Starkenberg
- Gebratstein (heute: Burgruine)
- Ehrenberg (ab 1293)
- Naturns
- Schenna (ab 1370)
- Kronburg (ab 1380)
- Turm zu Ried (ab 1381) (Schloss Sigmundsried)
- Goien (ab 1384)
- Greifenstein (Südtirol) (ab 1386)
- Jufal (ab 1388)
- Klamm (ab 1398/99)
- Forst (ab 1405)

- Hocheppan (ab 1400)

Weitere Besitztümer
- Gericht Schlanders, als Pfandschaft
- Gericht Ulten, als Pfandschaft

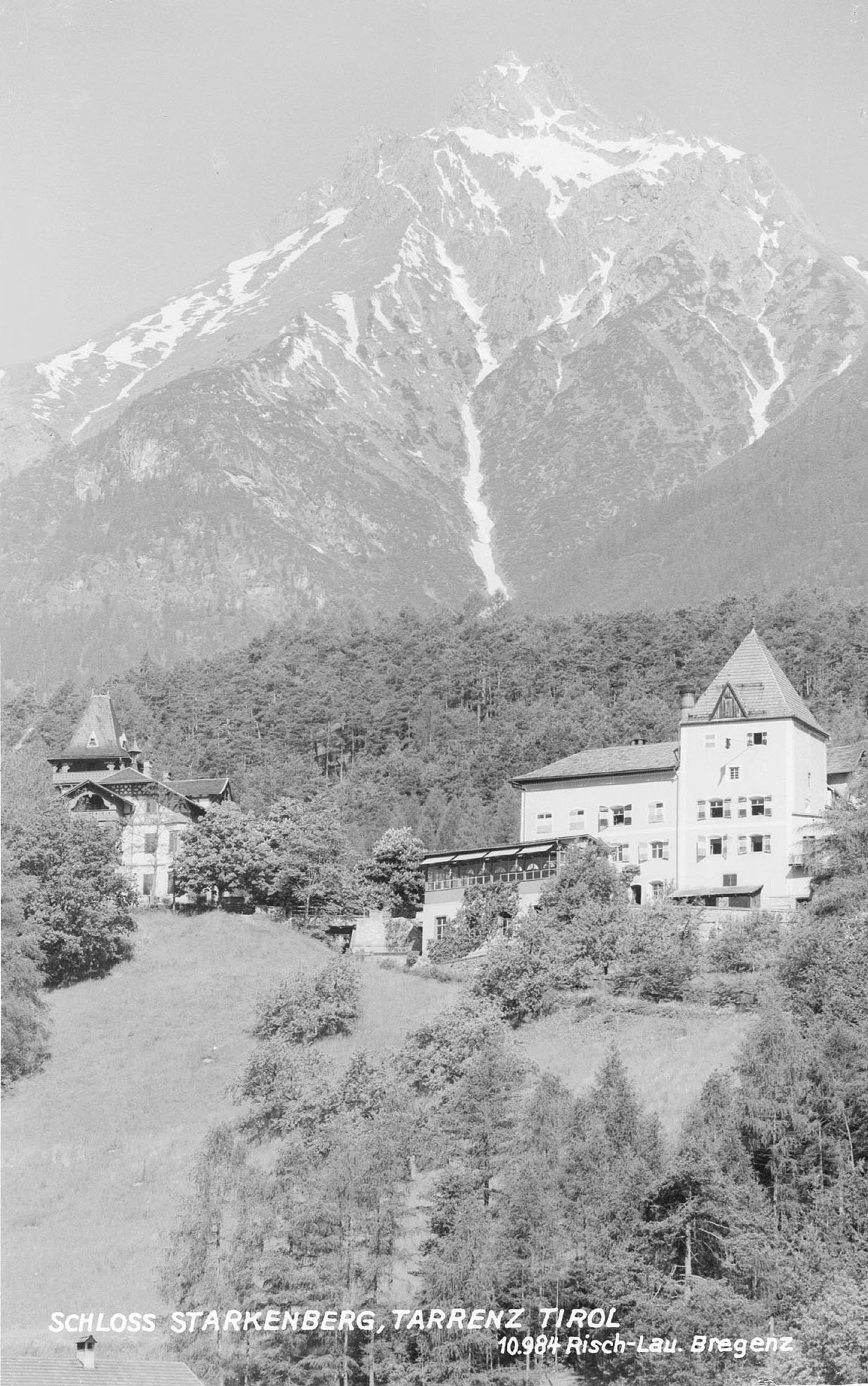
Schloss Starkenberg
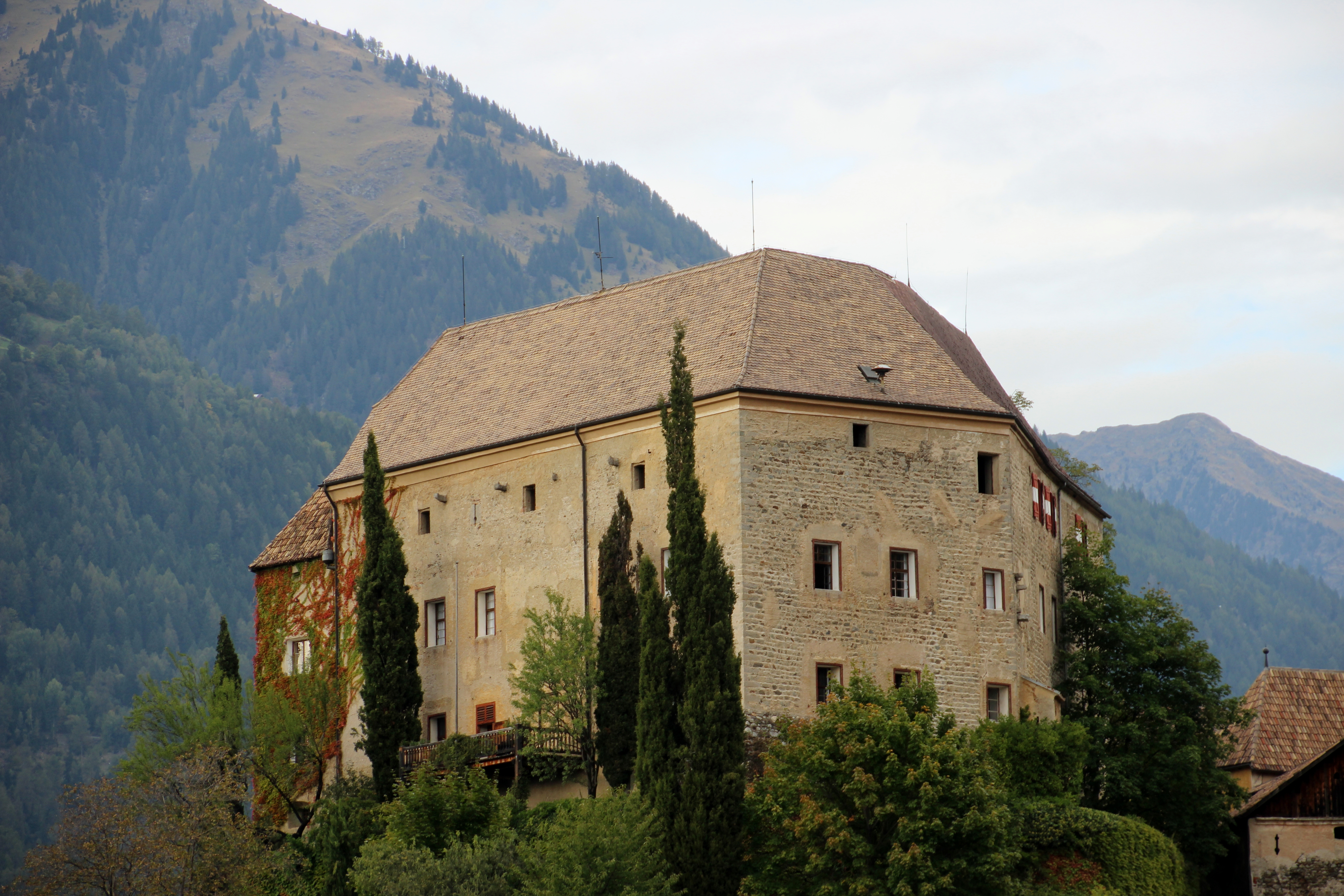
Schloss Schenna
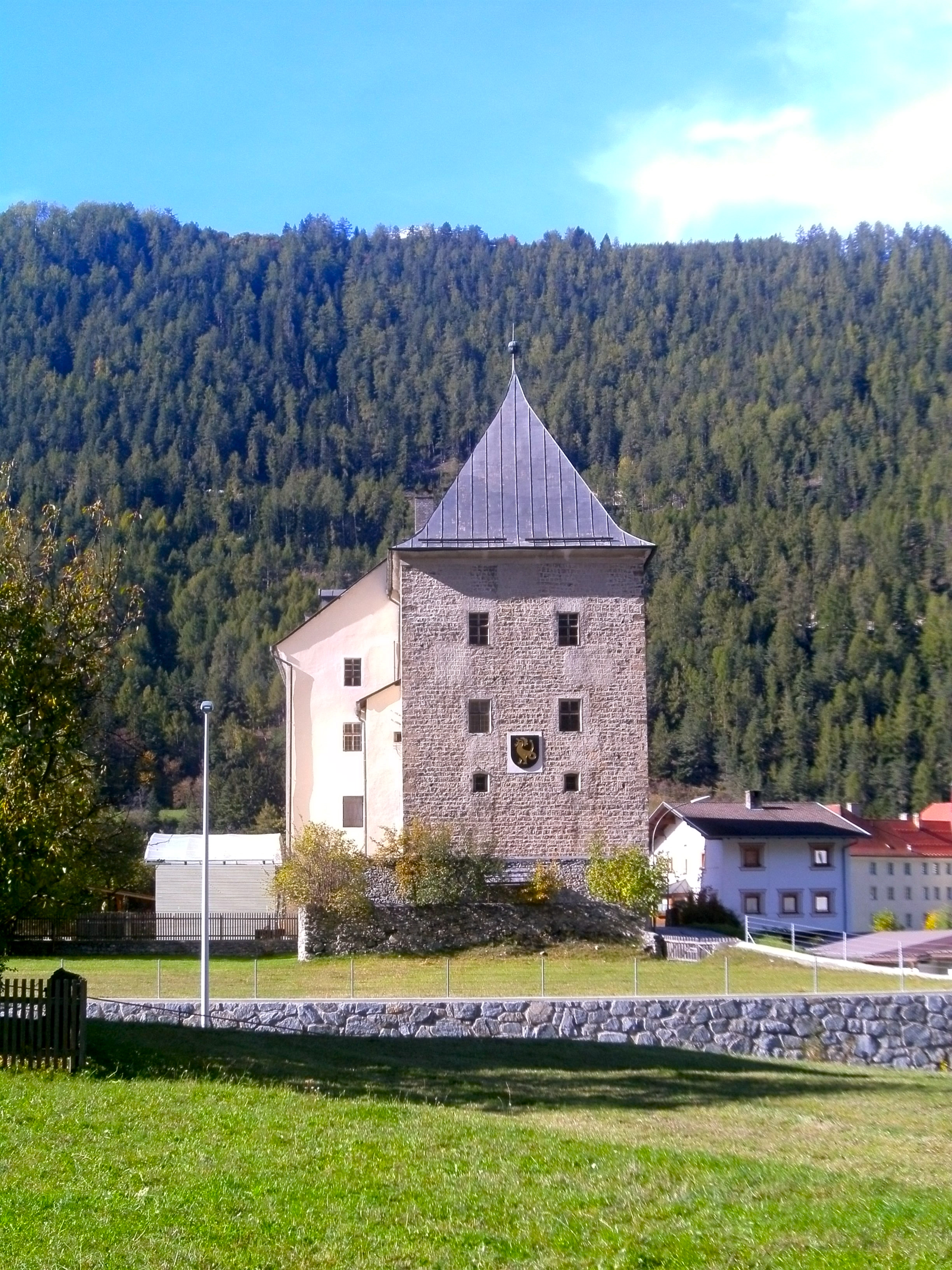
Schloss Sigmundsried
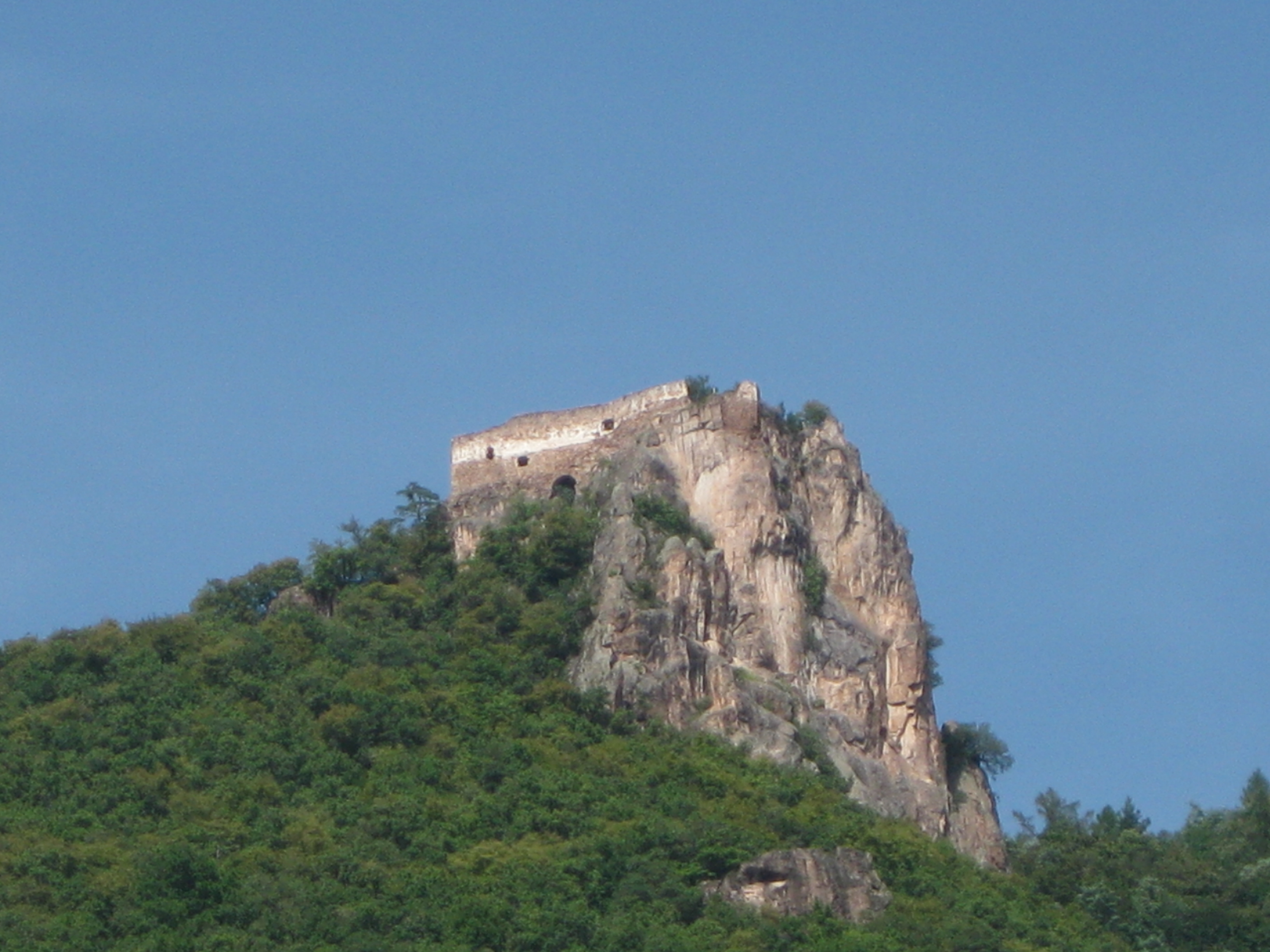
Burg Greifenstein (Südtirol) bei Jenesien
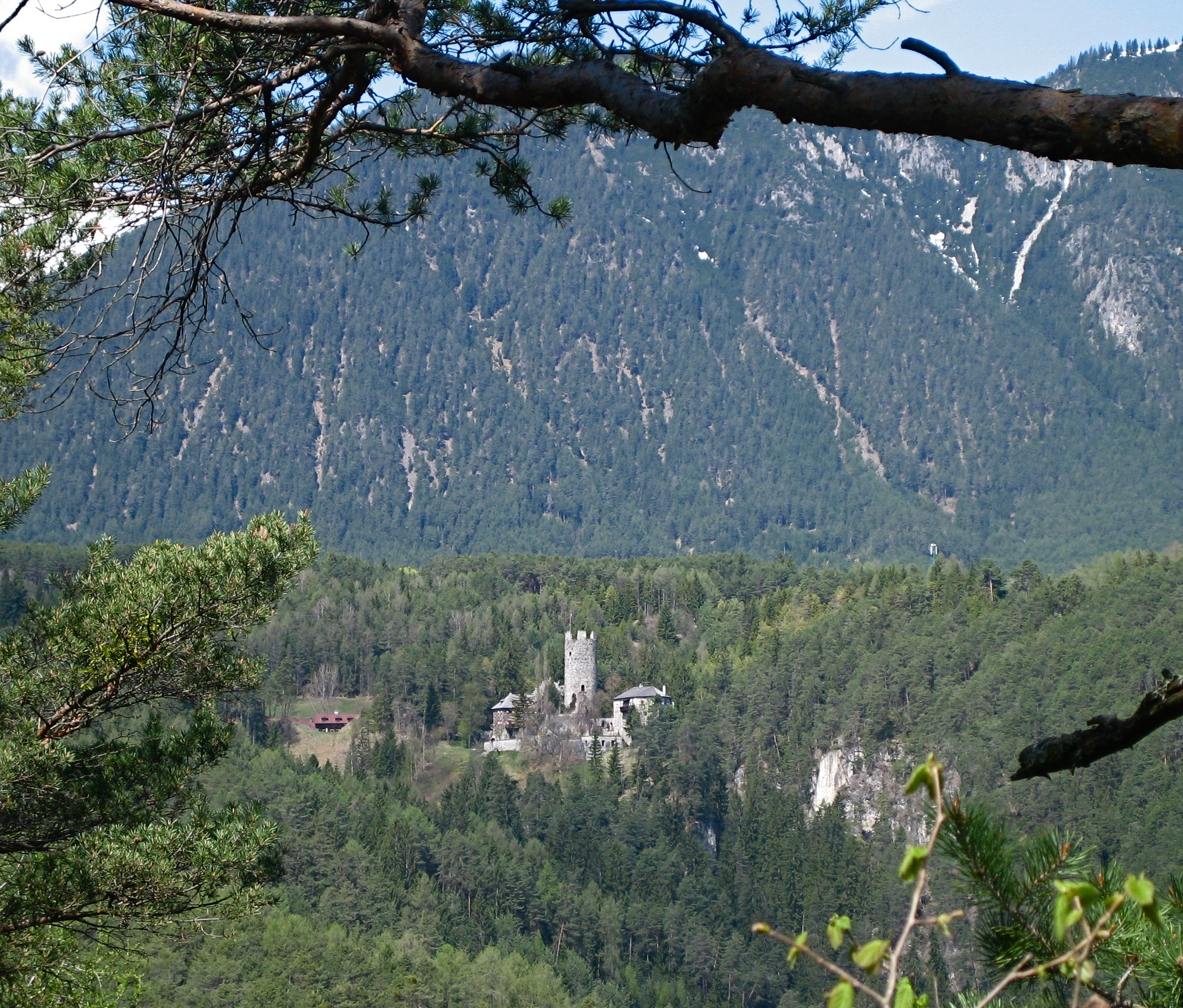
Burg Klamm
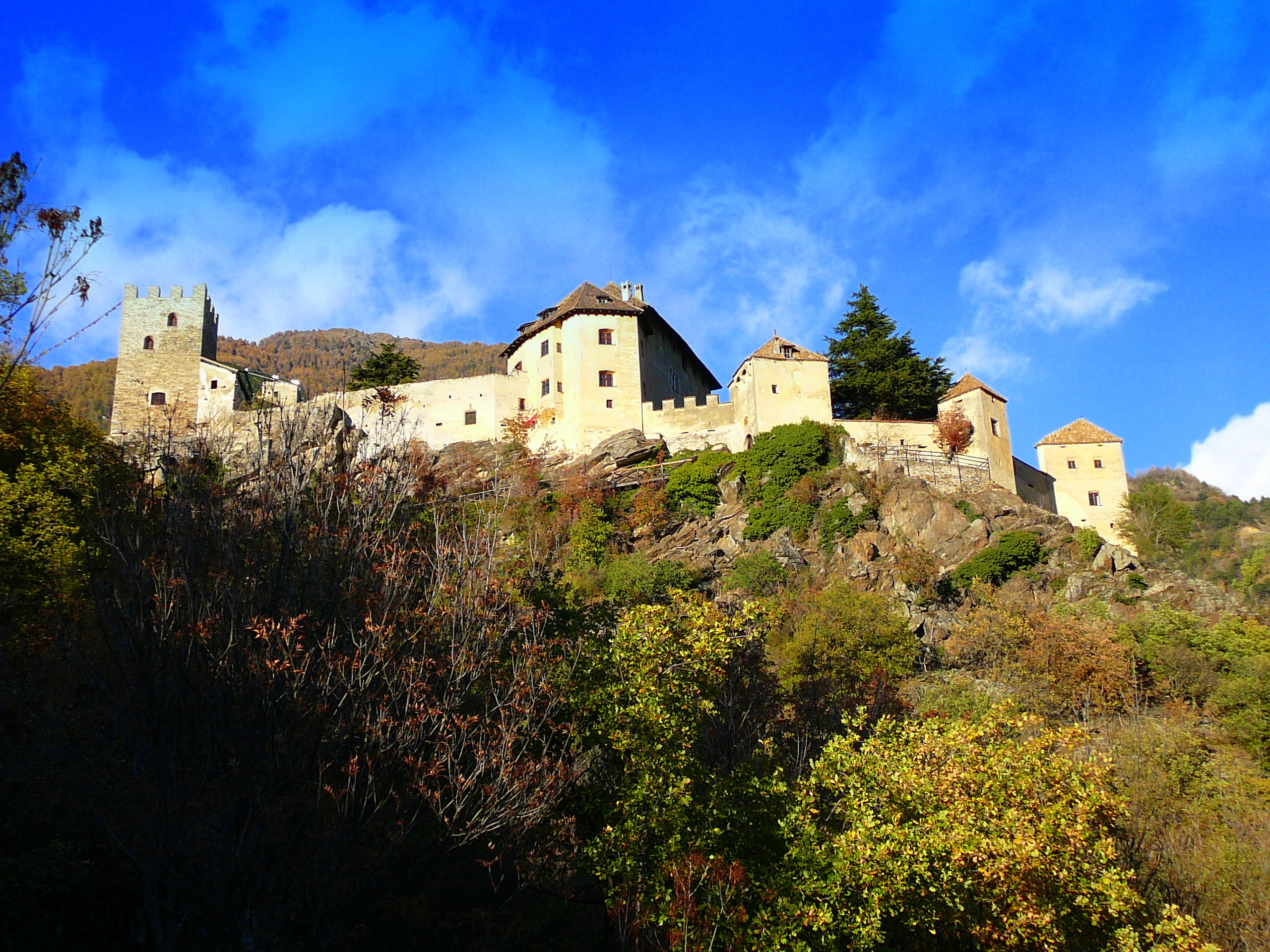
Schloss Juval
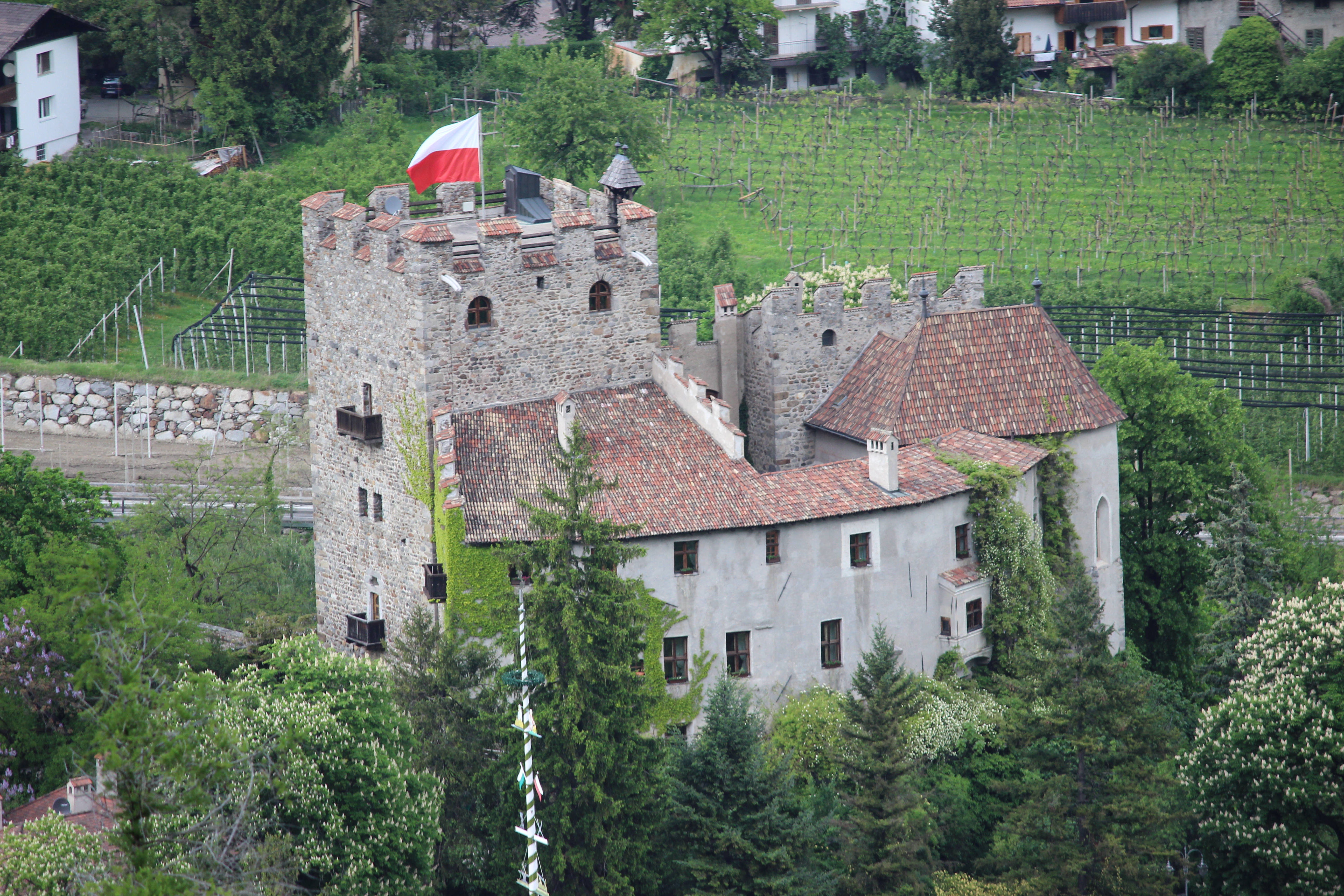
Burg Forst
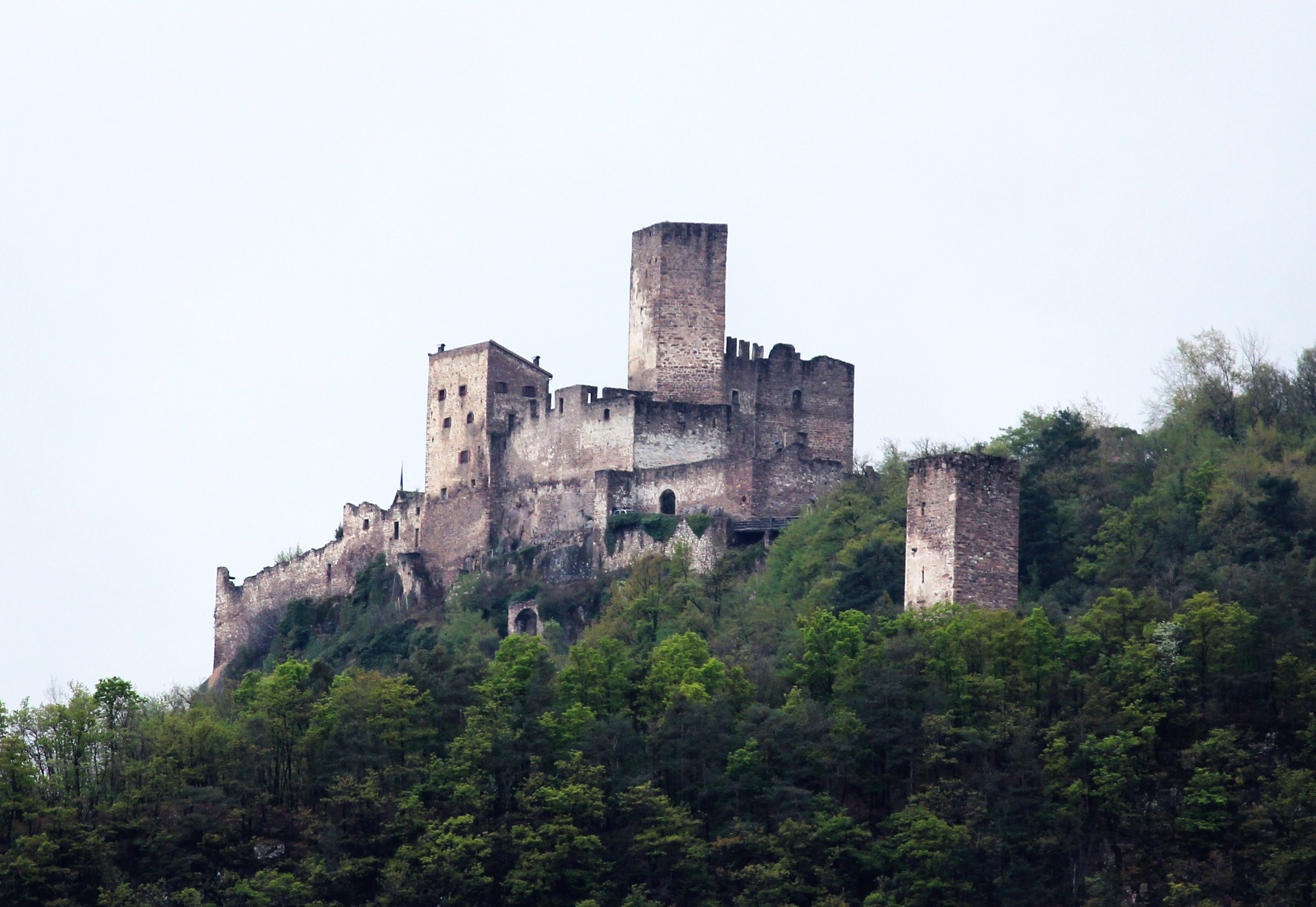
Hocheppan mit Katharinakapelle und Kreidenturm